# Superman: ¿Qué le pasó al hombre del mañana?
Superman: ¿Que le pasó al hombre del mañana? (Whatever happened to the man of tomorrow?) es un cómic ambientado en el universo de Superman. Escrita por Alan Moore y dibujado por Curt Swan en 1986, la historia sirve como homenaje al Superman de la Edad de Plata mostrando el final de la carrera heroica del emblemático personaje, aunque según la misma publicación se trata de una historia imaginaria. La historia fue publicada en dos partes, iniciando en Superman #423 y culminando en Action Comics #583.
La historia tuvo una gran acogida por parte de los fanes, además de servir como inspiración a Neil Gaiman para escribir en 2009 Batman: ¿Qué le sucedió al cruzado enmascarado?.

## Argumento
La historia empieza con la visita de un periodista a Lois Lane quien ahora se hace llamar Lois Elliot, apellido de su actual marido. El motivo de esta visita es una entrevista por parte del Diario el Planeta para su edición especial en homenaje a Superman quien cumple 10 años de fallecido, es así como Lois empieza a relatar los últimos días del héroe más grande de Metrópolis.
Metrópolis vivía una etapa de aparente calma, sus más grandes amenazas habían sido derrotadas por el hombre de acero, Brainiac fue desmantelado y Lex Luthor no atacaba hace mucho. Superman regresa de una misión espacial para encontrar la ciudad azotada por un repentino ataque de Bizarro, el héroe intenta tranquilizar a su doble muy extrañado por su comportamiento, este asegura que quiere ser un doble opuesto a Superman por lo que desea hacer las cosas contrarias a él. El planeta de Superman fue destruido y este llegó a la Tierra como un bebé, así que Bizarro destruyó a propósito su propio planeta y llegó a la Tierra como un adulto; Superman tiene como regla no matar a nadie, por lo que Bizarro empieza a matar a mucha gente; y finalmente, Superman está vivo por lo que Bizarro considera que para ser su doble opuesto debe morir y se suicida frente al héroe con una fragmento de Kryptonita azul.
Luego de este extraño suceso Clark se prepara para presentar el noticiero local junto a Lana Lang pero antes de iniciar la emisión recibe dos paquetes por correo. El primero contenía unos muñecos de Superman quienes parecieron cobrar vida y atacaron al periodista, en medio del ataque destrozaron su ropa dejando al descubierto el traje de Superman que llevaba puesto y revelando así la identidad secreta del hombre de acero al mundo. Quienes controlaban a estos muñecos eran el Juguetero y el Bromista, dos villanos que siempre fueron relativamente inofensivos lo que hizo más extraña la situación, cuando Superman preguntó como descubrieron su identidad secreta los villanos le dijeron que abriera el otro paquete, en este se encontraba el cadáver de Pete Ross a quien torturaron hasta hacerlo revelar el secreto y posteriormente lo asesinaron. Superman dolido por la muerte de su amigo localizó a los villanos y los envió a prisión.
En todo este tiempo Lex Luthor se empecinó en encontrar la cabeza de Brainiac con el fin de estudiarla y apoderarse de sus secretos. Su búsqueda finalmente da frutos al hallar la pieza perdida del cuerpo del villano intergaláctico, pero Luthor no se esperaba que esta pieza aun estuviera con vida y se apodera de su cuerpo. Brainiac usando el cuerpo e intelecto de Luthor logra crear una nave espacial con la que recluta al Hombre Kryptonita.
El Diario el Planeta es atacado por varias copias de Metallo quienes desean vengar la muerte del villano original asesinando a los seres queridos de Superman. El héroe logra derrotarlos a todos y se da cuenta de las graves consecuencias de haber perdido su doble identidad, es así como decide llevarse a la Fortaleza de la Soledad a Lois Lane, Jimmy Olsen, Lana Lang, Perry White y Alice White con el fin de protegerlos de sus enemigos. Allí se les une Krypto quien al parecer presintió problemas y decidió regresar con su amo. Además, Superman es visitado por la Legión de Super-Héroes quienes le entregan una estatuilla conmemorativa que el héroe interpreta como un adiós y presiente su propia muerte.
La hora de la batalla final llegó, Brainiac localiza la fortaleza y desde el futuro llega la Legión de Super-Villanos a apoyarlo pues según sus datos históricos este sería el día en que Superman sería derrotado por su peor enemigo. Brainiac crea un poderoso campo de fuerza alrededor de la zona para que nadie salga o entre y así ningún aliado de Superman logre interferir en el combate. Superman y Krypto destruyen gran parte de su armamento, pero no pueden acercarse a los villanos ya que el poder del Hombre Kryptonita se los impide. Jimmy y Lana al sentirse maniatados van a los laboratorios de la Fortaleza donde encuentran la manera de obtener super poderes que no son afectados por la Kryptonita. Los dos nuevos héroes luchan contra sus enemigos, Jimmy destruye el generador del campo de fuerza pero para sorpresa incluso de Brainiac este no desaparece. Lex Luthor logra tomar momentáneamente un leve control sobre sí mismo y le ruega a Lana que lo asesine, deseo que cumple partiéndole el cuello.
Pero la campaña heroica de estos dos valientes llega pronto a su fin, la Legión de Super-Villanos asesina a Lana y Jimmy recibe un disparo mortal de Brainiac quien a pesar de la muerte de Lex Luthor aun puede controlar su cuerpo. Los villanos penetran la fortaleza, Krypto se sacrifica al morder el cuello del Hombre Kryptonita acabando con la vida de este último pero también pereciendo a causa de la radiación de Kryptonita. Al enterarse de la muerte de Lana Superman se llena de ira y ataca a la Liga de Super-Villanos quienes se ven forzados a escapar al futuro. Ya sólo quedaba un enemigo por derrotar, pero Brainiac no pudo luchar, cayó repentinamente pues el cuerpo de Luthor ya era inservible y a los pocos segundos la cabeza de este robot se desactivó para siempre. Pero Superman seguía intranquilo, presentía que aún no había terminado todo este caos y luego de analizar todo lo ocurrido supo quien estaba detrás de todo, Mr. Mxyzptlk.
Al verse descubierto el villano se manifestó, su apariencia era más siniestra y oscura comparada con sus ropas llamativas tradicionales, y se reveló que todo lo sucedido hasta ahora había sido orquestado por el duende de la quinta dimensión. Por lo general todos sus ataques anteriores a Superman eran bromas pesadas pero relativamente inofensivas, este comportamiento no era propio de él. Mr. Mxyzptlk les dijo a Superman y a Lois que no sabía que hacer con su inmortalidad, duró 2000 años sin hacer nada, otros 2000 haciendo cosas buenas, 2000 más haciendo bromas y travesuras pero que ya estaba aburrido así que ahora duraría 2000 años haciendo el mal. Con ayuda de Lois Superman comprendió que para detenerlo debía enviarlo a la Zona Fantasma, justo cuando disparó el Proyector Mr. Mxyzptlk pronunció su nombre al revés para regresar a la Quinta dimensión, lo que ocasionó que su cuerpo se partiera en dos y muriera.
Superman se sintió culpable al romper su propio juramento de no matar a propósito a alguien y para expiar su culpa entró en una cámara llena de Kryptonita dorada que le quitaría sus poderes. Nadie volvió a saber de él, se asumió que luego de perder sus poderes caminó por la Antártida, las bajas temperaturas lo mataron y la nieve desapareció su cuerpo, este era el fin del último sobreviviente de Krypton.
Acabada la entrevista el periodista se marcha de la casa de Lois Elliot, la mujer besa a su esposo Jordan, mientras su pequeño hijo Johnatan juega con un pedazo de carbón al que sorpresivamente convierte en un diamante. Superman como héroe murió en esa cámara, pero gracias a eso pudo llevar una vida tranquila asumiendo la identidad de Jordan Elliot (posiblemente en homenaje a Jor-El) un mecánico automotriz con una vida normal.